# گیاری
گیاری (به لاتین: Gyari) یک منطقهٔ مسکونی در جمهوری خلق چین است که در منطقه خودمختار تبت واقع شده‌است. گیاری ۳۲۸* نفر جمعیت دارد و ۵٬۰۳۶ متر بالاتر از سطح دریا واقع شده‌است.